# ليوتبراند ملك اللومبارد
كان ليوتبراند ملك اللومبارد بين 712 وحتى 744 ويشتهر بشكل رئيسي بهبة سوتري في 728 وبفترة حكمه الطويلة والتي تخللتها نزاعات عديدة انتصر في أغلبها في إيطاليا. استفاد من الضعف البيزنطي ليوسع ممتلكاته في إميليا ورومانيا.